# 賽斯納
賽斯纳（英語：Cessna）是一家位于美國堪萨斯州威奇托的飞机制造商。賽斯纳以制造小型通用航空飞机为主，其产品线从小型双座单引擎飞机到商務噴射機。現屬於德事隆航空旗下的一個品牌。

## 历史
1911年6月，堪萨斯农民克莱德·塞斯纳用木头和布制作了一架飞机，成为美国密西西比河以西，洛磯山以东的中部地区第一个制造飞机并飞行的人。
1924年塞斯纳同Lloyd C. Stearman和Walter H. Beech一起组成了生产双翼机的旅行飞行制造公司。
1927年，塞斯纳离开了旅行飞行制造公司组建了自己的賽斯纳飞行器公司。
1932到1934年间，由于大萧条，賽斯纳公司关门。1934年，塞斯纳的外甥Dwane Wallace和Dwight Wallace控制了賽斯纳公司并重新开始制造飞机。
第二次世界大战后，賽斯纳公司制造了170和172型飞机，这两种飞机成为历史上制造的最多的轻型飞机。賽斯纳的广告宣称其产品训练出了比其他任何公司都多的飞行员。
1985年，賽斯纳公司被通用动力收购，第二年停止制造活塞发动机飞机。1992年德事隆收购了賽斯纳公司并重新开始制造小型飞机。2014年，德事隆將旗下的兩家飛機公司—賽斯納與比奇合併為德事隆航空。

## 型號
- YH-41塞尼卡直升機
- 塞斯纳140（英语：Cessna 140）
- 塞斯纳150（英语：Cessna 150）
- 塞斯纳152（英语：Cessna 152）
- 塞斯纳162（英语：Cessna 162）
- 塞斯纳170
- 塞斯纳172，T-41梅斯卡勒羅人教練機
- 塞斯纳175（英语：Cessna 175）
- 塞斯纳177（英语：Cessna 177）
- 塞斯纳180（英语：Cessna 180）
- 塞斯纳182（英语：Cessna 182）
- 塞斯纳185（英语：Cessna 185）
- 塞斯纳188（英语：Cessna 188）
- 塞斯纳195（英语：Cessna 195）
- 塞斯纳205/206/207
- 塞斯纳208
- 塞斯纳210（英语：Cessna 210）
- 塞斯纳303（英语：Cessna 303）
- O-1獵鳥犬式空中管制機（英语：O-1 Bird Dog）
- 塞斯纳310
- T-37鳴鳥式教練機，A-37蜻蜓式攻擊機
- 塞斯纳335（英语：Cessna 335）
- 塞斯纳337，O-2天空大師偵察機（英语：O-2 Skymaster）
- 塞斯纳340（英语：Cessna 340）
- 塞斯纳350（英语：Cessna 350）
- 塞斯纳400（英语：Cessna 400）
- 塞斯纳402
- 塞斯纳404（英语：Cessna 404）
- 塞斯纳406（英语：Cessna 406）
- 塞斯纳408（英语：Cessna 408）
- 塞斯纳411（英语：Cessna 411）
- 塞斯纳414（英语：Cessna 414）
- 塞斯纳421（英语：Cessna 421）
- 塞斯纳425（英语：Cessna 425）
- 塞斯纳441（英语：Cessna 441）

塞斯納獎狀系列
- 塞斯納獎狀I（英语：Cessna 500）
- 塞斯納獎狀I/SP（英语：Cessna 501）
- 塞斯納獎狀野馬
- 塞斯納獎狀M2（英语：Cessna 525）
- 塞斯納獎狀CJ2（英语：Cessna 525A）
- 塞斯納獎狀CJ3（英语：Cessna 525B）
- 塞斯納獎狀CJ4（英语：Cessna 525C）
- 塞斯納獎狀II（英语：Cessna 550）
- 塞斯納獎狀II/SP（英语：Cessna 551）
- 塞斯納獎狀V（英语：Cessna 560）
- 塞斯納獎狀XLS（英语：Cessna 560XL）
- 塞斯納獎狀III（英语：Cessna 650）
- 塞斯納獎狀君主（英语：Cessna 680）
- 塞斯納獎狀緯度（英语：Cessna 680A）
- 塞斯納獎狀經度（英语：Cessna Citation Longitude）
- 塞斯納獎狀X

## 圖片

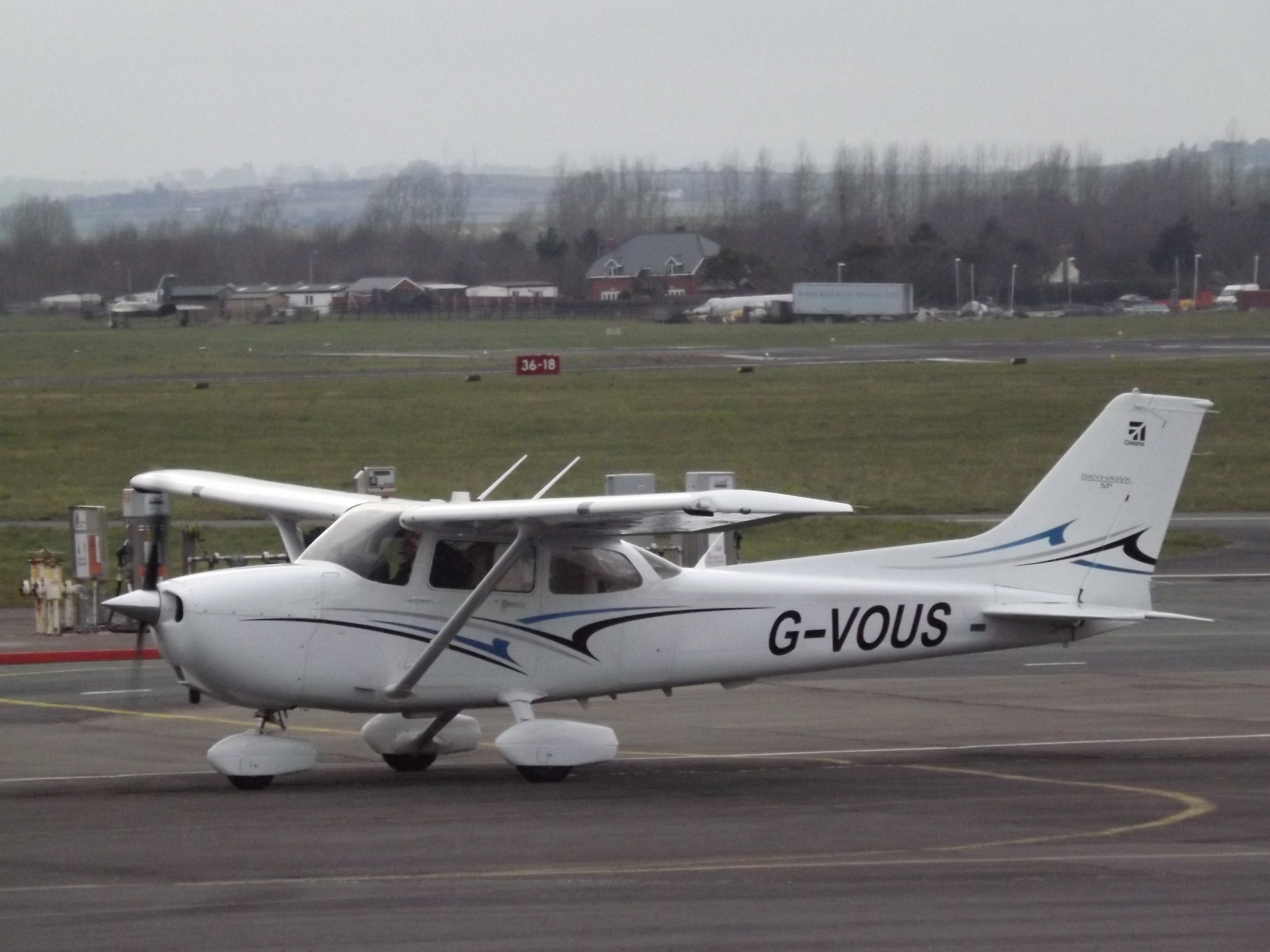
塞斯納172
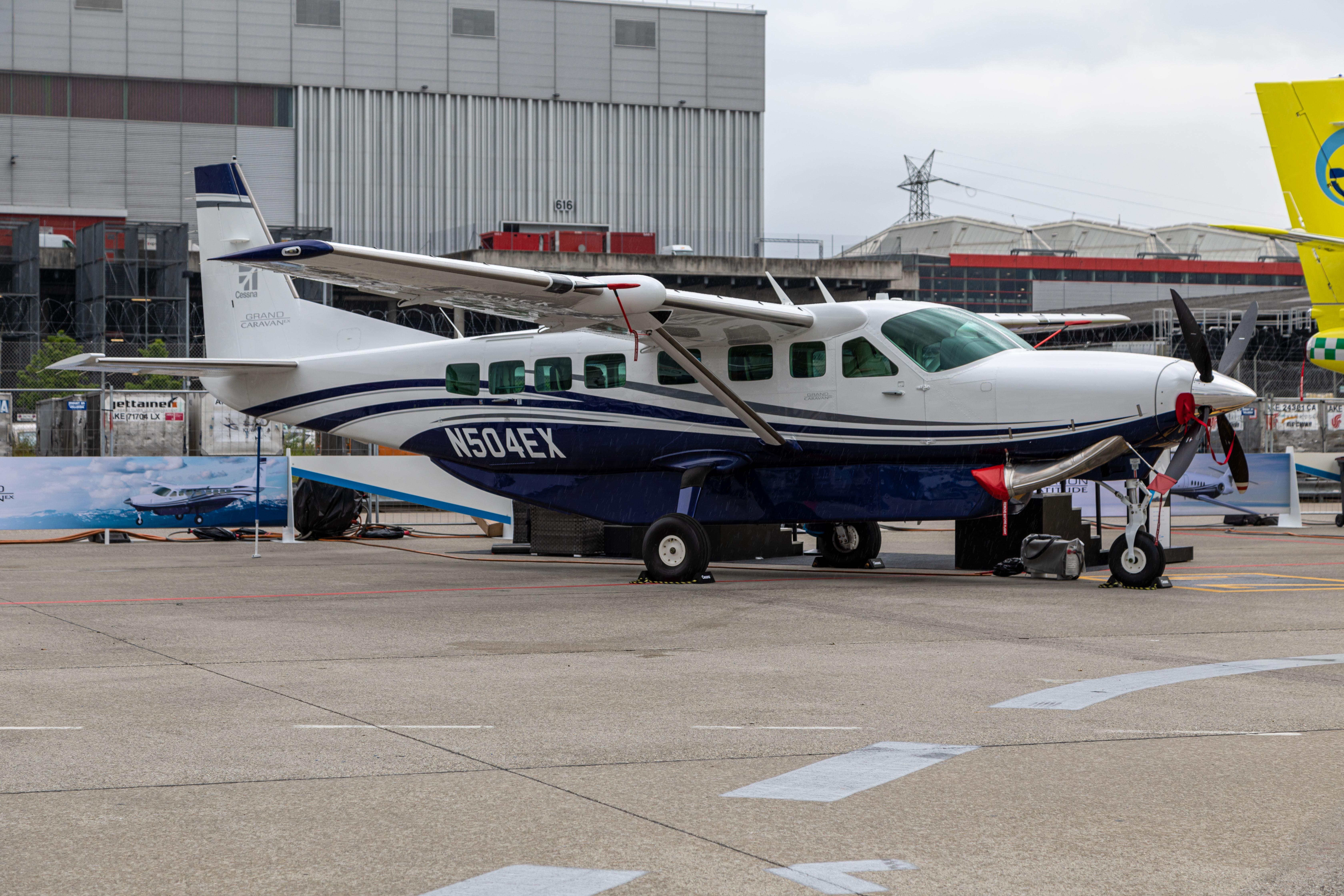
塞斯納208
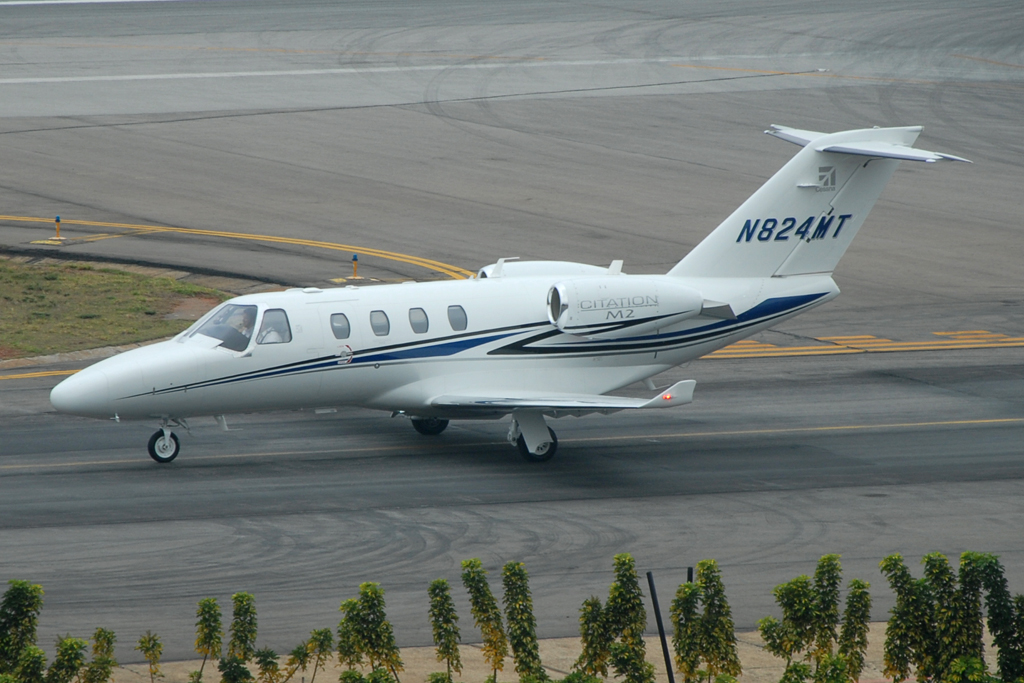
獎狀M2
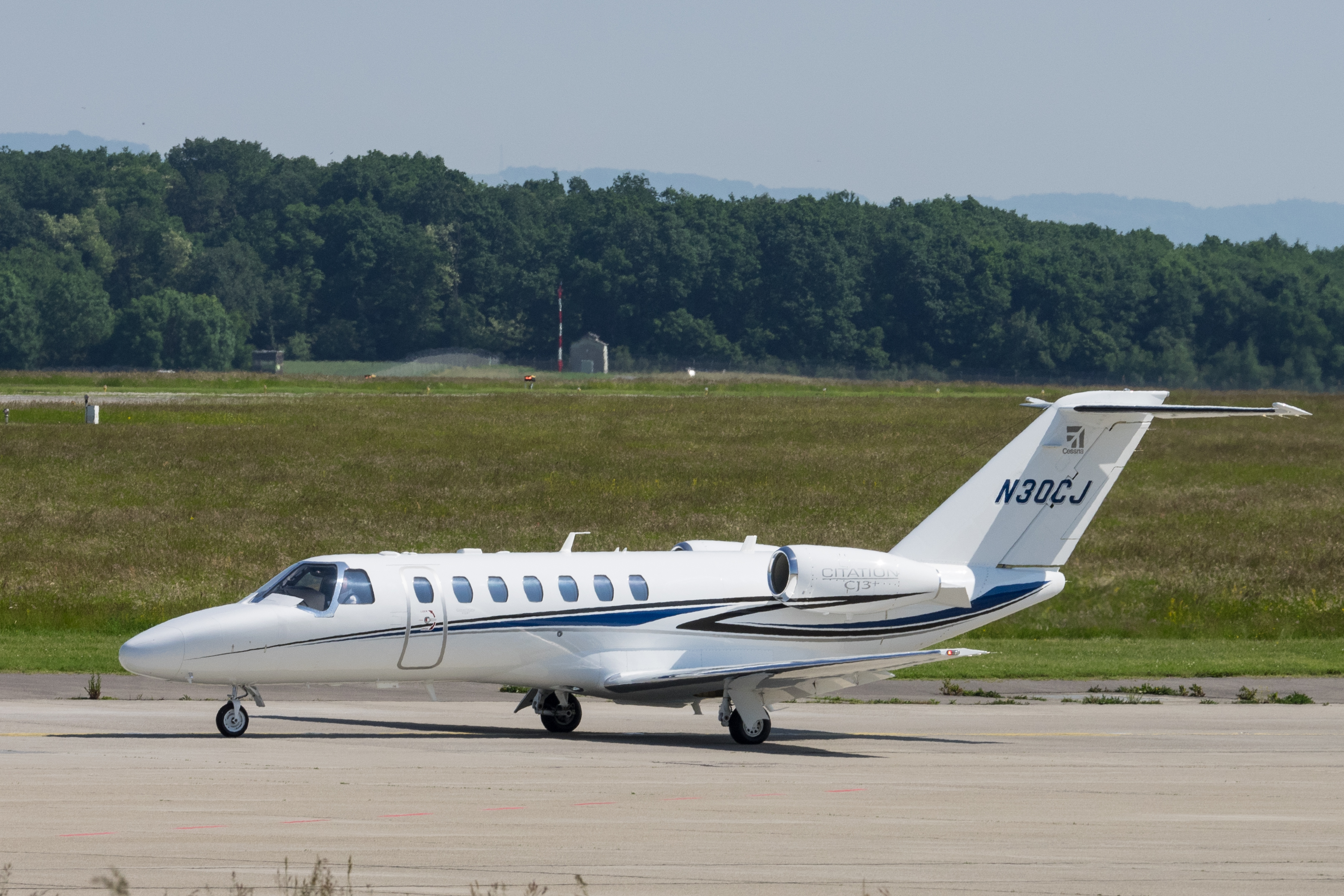
獎狀CJ3+
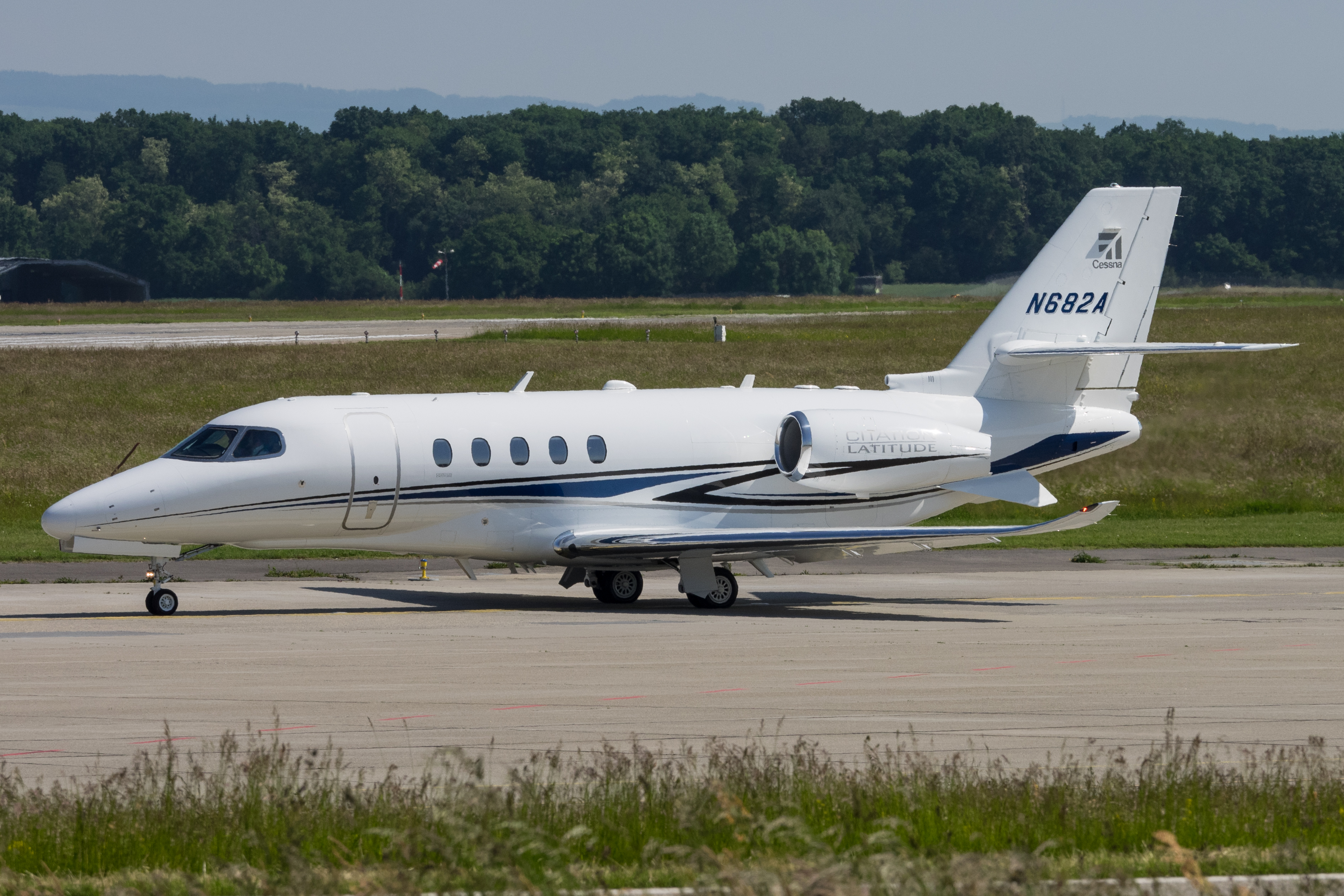
獎狀緯度
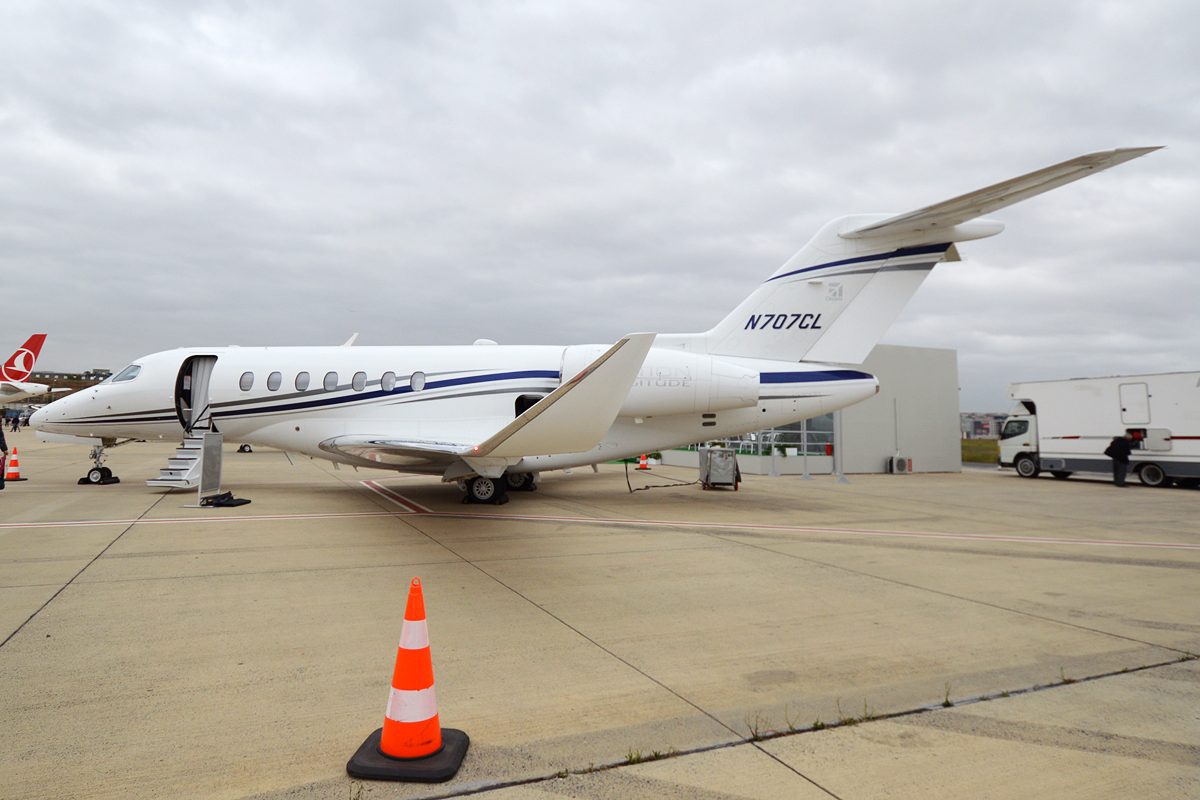
獎狀經度
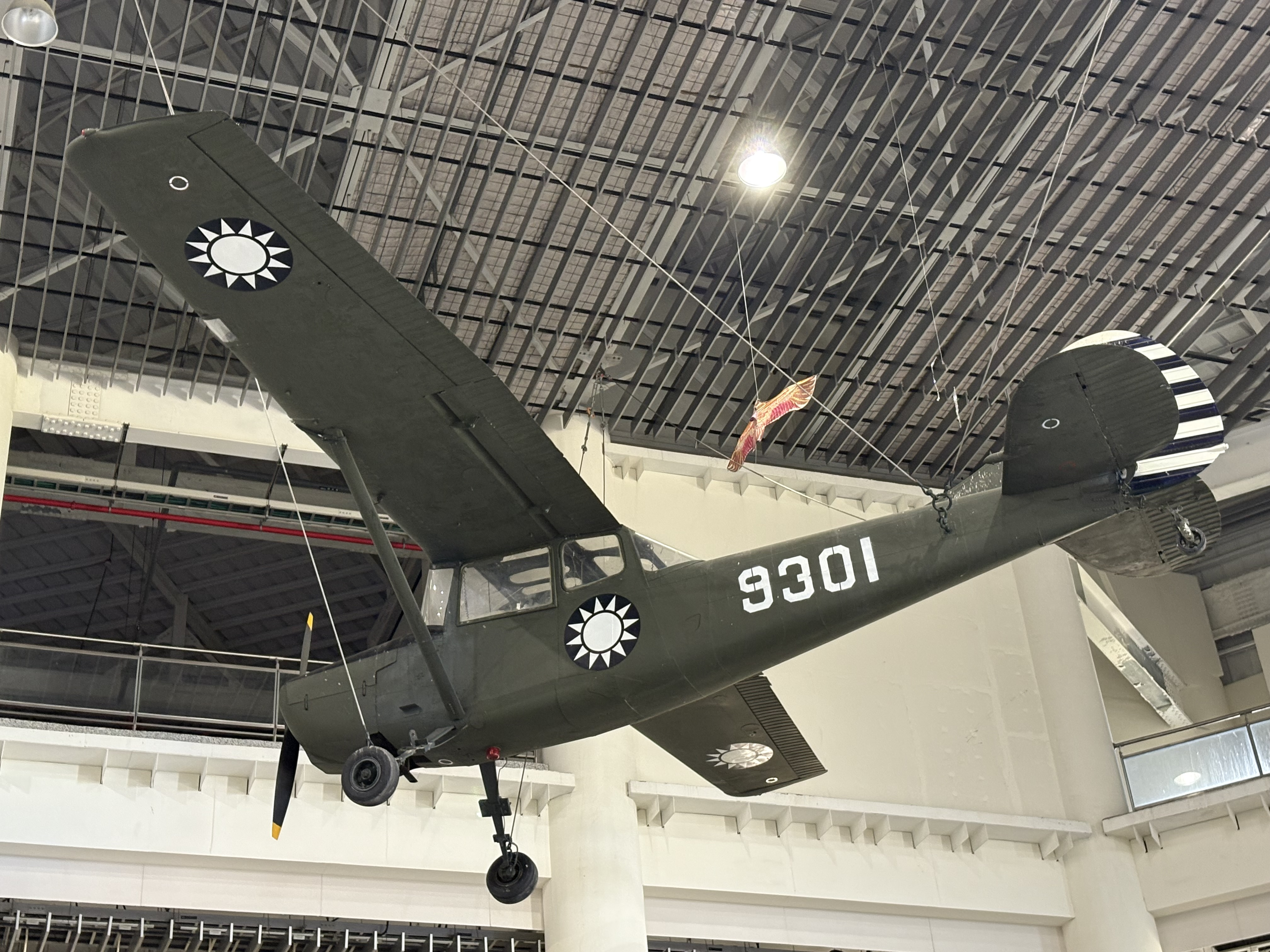
塞斯納O-1G獵鳥犬式空中管制機，1971年-1985年在中華民國空軍服役

## 外部連結
- Company website （页面存档备份，存于）
- PilotFriend.com – Cessna company history and aircraft types details （页面存档备份，存于）
- . US Patent & Trademark Office.   [5 December 2005]. （原始内容存档于2019-06-12）.